# Alliou Dembélé
Alliou Dembélé (Pontoise, 1º febbraio 1988) è un calciatore francese, centrocampista dell'Andrézieux.